# Stevie Wonder
Steveland Hardaway Judkins Morris poznatiji kao Stevie Wonder (Saginaw, Michigan, 13. svibnja 1950.), američki glazbenik.
Slijep je od rođenja, a još kao dijete naučio je svirati usnu harmoniku, klavir i bubnjeve. Već se 1962. godine nalazio na vrhu američkih top lista skladbom "Fingertips". Slijedi niz hitova, među kojima su najveći bili: "I Was Made To Love Her", "For Once In My Life", "Superstition", "My Cherie Amour", "Happy Birthday" i mnogi drugi. 
Pisao je i glazbu za filmove, a i sam je, na početku karijere, glumio u filmovima "Bikini Beach" i "Muscle Beach Party".
Godine 1989. primljen je u Rock and Roll Hall of Fame.

## Diskografija
- The Jazz Soul of Little Stevie (1962.)
- Tribute to Uncle Ray (1962.)
- With a Song in My Heart (1963.)
- Stevie at the Beach (1964.)
- Up-Tight (1966.)
- Down to Earth (1966.)
- I Was Made to Love Her (1967.)
- Someday at Christmas (1967.)
- Eivets Rednow (1968.)
- For Once in My Life (1968.)
- My Cherie Amour (1969.)
- Signed, Sealed & Delivered (1970.)
- Where I'm Coming From (1971.)
- Music of My Mind (1972.)
- Talking Book (1972.)
- Innervisions (1973.)
- Fulfillingness' First Finale (1974.)
- Songs in the Key of Life (1976.)
- Stevie Wonder's Journey Through "The Secret Life of Plants" (1979., glazba iz filma)
- Hotter than July (1980.)
- The Woman in Red (1984., glazba iz filma)
- In Square Circle (1985.)
- Characters (1987.)
- Jungle Fever (1991., glazba iz filma)
- Conversation Peace (1995.)
- A Time to Love (2005.)

## Vanjske poveznice
- Službena stranica  Arhivirana inačica izvorne stranice od 23. rujna 2020. (Wayback Machine)